# Karol Modzelewski

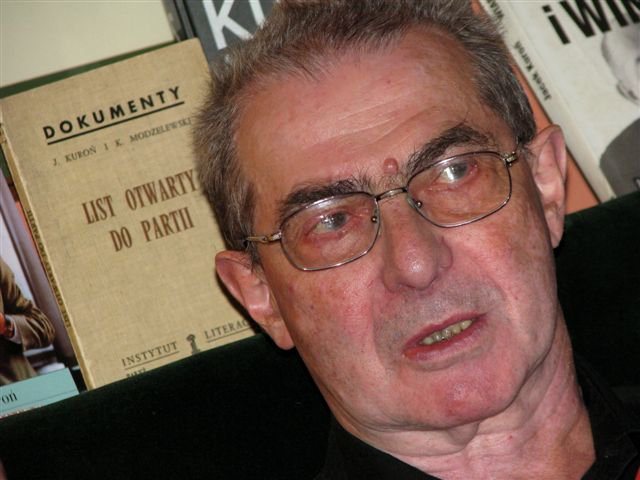
Karol Modzelewski (2011); w tle egzemplarz Listu otwartego do partii, wydanego przez Instytut Literacki w 1966

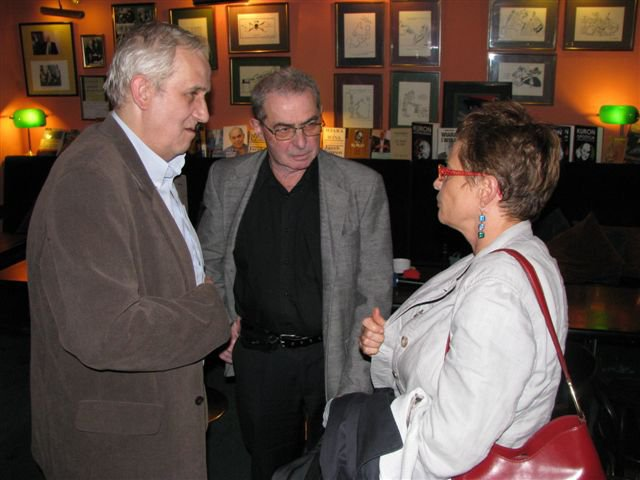
Andrzej Friszke, Karol Modzelewski i Barbara Toruńczyk – Stowarzyszenie Pracowników, Współpracowników i Przyjaciół Rozgłośni Polskiej Radia Wolna Europa Imienia Jana Nowaka-Jeziorańskiego (2011)

Karol Cyryl Modzelewski (ur. 23 listopada 1937 w Moskwie, zm. 28 kwietnia 2019 w Warszawie) – polski historyk mediewista, profesor nauk humanistycznych, członek Polskiej Akademii Nauk oraz dysydent, więzień polityczny i działacz opozycji demokratycznej w okresie Polskiej Rzeczypospolitej Ludowej, senator I kadencji. Kawaler Orderu Orła Białego.
Od 1957 członek Polskiej Zjednoczonej Partii Robotniczej. W 1964 wraz z Jackiem Kuroniem autor Listu otwartego do partii krytykującego linię polityczną PZPR za odejście od ideałów socjalizmu; napisanie tego listu skutkowało wydaleniem jego autorów z PZPR. Jeden z inicjatorów protestów studenckich na Uniwersytecie Warszawskim w marcu 1968. Od listopada 1980 do kwietnia 1981 pierwszy rzecznik prasowy Niezależnego Samorządnego Związku Zawodowego „Solidarność”, inicjator przyjęcia przez związek jego nazwy „Solidarność”. Kilkakrotnie więziony i internowany ze względów politycznych w czasach PRL, osadzony łącznie przez osiem i pół roku.
Profesor Uniwersytetu Wrocławskiego (1992–1994) i Uniwersytetu Warszawskiego (1994–2019), członek rzeczywisty Polskiej Akademii Nauk, w latach 2007–2010 wiceprezes PAN. W 2007 laureat Nagrody Fundacji na rzecz Nauki Polskiej za monografię Barbarzyńska Europa (2004), w której podjął kwestię powstawania tożsamości europejskiej pod wpływem tradycji przedchrześcijańskich. Autor wyróżnionej Nagrodą Literacką „Nike” autobiografii Zajeździmy kobyłę historii. Wyznania poobijanego jeźdźca (2013), w której rozliczał się ze swojej działalności ideowej i politycznej zapoczątkowanej w latach 50., a także krytykował sposób przeprowadzenia transformacji ustrojowej w Polsce, wskazując na negatywne skutki transformacji związane z dominacją modelu neoliberalnego.

## Życiorys

### Dzieciństwo
Urodził się 23 listopada 1937 w Moskwie jako Cyryl Budniewicz (ros. Кирилл Будневич, trb. Kiriłł Budniewicz) w okresie apogeum wielkiej czystki. Jego ojciec Aleksander Budniewicz był Rosjaninem; służył w Armii Czerwonej w stopniu podchorążego. Jego matka Natalia Wilter, wywodząca się z rodziny zrusyfikowanych wileńskich Żydów, z zawodu była tłumaczką oraz literaturoznawczynią, absolwentką Instytutu Literackiego im. Maksyma Gorkiego w Moskwie. Wkrótce po narodzinach jego ojciec został aresztowany i skazany na 8 lat łagru. Wcześniej aresztowany został dziadek Cyryla Budniewicza, który był inżynierem i mienszewikiem. W 1939 Natalia Wilter związała się z polskim działaczem komunistycznym Zygmuntem Modzelewskim, który do 1937 przebywał na emigracji we Francji, a w latach 1937–1939 poddawany był represjom i więziony w ZSRR. Po zwolnieniu Zygmunt Modzelewski działał w Związku Patriotów Polskich, od 1944 był ambasadorem Polskiego Komitetu Wyzwolenia Narodowego w Moskwie, a od 1947 ministrem spraw zagranicznych. W 1941 po niemieckiej inwazji na ZSRR Cyryl Budniewicz został wywieziony wraz z innymi dziećmi komunistycznych emigrantów do obwodu gorkowskiego. W 1945 przyjechał z rodziną do Polski; dopiero wtedy zaczął się uczyć języka polskiego. Otrzymał nazwisko przybranego ojca, zaś w 1947 zmieniono mu imię na Karol.

### Polska Rzeczpospolita Ludowa
W 1954 zmarł Zygmunt Modzelewski, który od 1951 był odsuwany od realnego wpływu na władzę. Karol Modzelewski w 1954 złożył egzamin maturalny w XIV Liceum Ogólnokształcącym im. Klementa Gottwalda w Warszawie i w tym samym roku rozpoczął studia historyczne na Uniwersytecie Warszawskim, w czasie których poznał m.in. Jacka Kuronia, Andrzeja Garlickiego, Andrzeja Krzysztofa Wróblewskiego, Krzysztofa Pomiana i Teresę Monasterską, z którymi zaangażował się w 1956 w studencki ruch rewizjonistyczny. W jego ramach odpowiadał m.in. za kontakty z młodymi robotnikami. W 1959 ukończył studia na Uniwersytecie Warszawskim, będąc uczniem Aleksandra Gieysztora. Od 1961 do 1962 przebywał na stypendium naukowym Fondazione Giorgio Cini w Wenecji. Efektem tego pobytu była opublikowana we Włoszech monografia dotycząca posiadłości tamtejszego klasztoru San Zaccaria w średniowieczu. W latach 1962–1964 był asystentem i doktorantem w Instytucie Historycznym Uniwersytetu Warszawskiego.
W marcu 1957 wstąpił do Polskiej Zjednoczonej Partii Robotniczej. Był członkiem komitetu uczelnianego PZPR na Uniwersytecie Warszawskim. W 1964 został wydalony razem z Jackiem Kuroniem z szeregów partii. Wykreślono go wówczas również z listy członków Związku Młodzieży Socjalistycznej. W reakcji na wydalenie wystosowali List otwarty do partii, krytykujący linię polityczną PZPR. Usunięto go wówczas także ze studiów doktoranckich i z pracy, a w 1965 skazano na karę 3 lat i 6 miesięcy pozbawienia wolności. Warunkowe zwolnienie uzyskał 3 sierpnia 1967, po 2 latach i 5 miesiącach pobytu w zakładzie karnym. Brał następnie udział w wydarzeniach marcowych w 1968, za co w 1969 ponownie został skazany na karę 3 lat i 6 miesięcy pozbawienia wolności; został zwolniony we wrześniu 1971.
Od lipca 1972 do grudnia 1981 (formalnie do marca 1983) był zatrudniony w Instytucie Historii Kultury Materialnej Polskiej Akademii Nauk we Wrocławiu na stanowisku asystenta, adiunkta, a od marca 1981 docenta. W 1974 uzyskał stopień naukowy doktora na podstawie napisanej pod kierunkiem Aleksandra Gieysztora pracy pt. Organizacja gospodarcza państwa piastowskiego (X–XIII w.). Cztery lata później uzyskał stopień doktora habilitowanego na podstawie rozprawy poświęconej strukturom społecznym i gospodarczym Italii longobardzkiej i karolińskiej. Publikacja została wydana w Polsce oraz we Włoszech.
Podczas wydarzeń sierpniowych w 1980 przyłączył się do skierowanego do władz komunistycznych apelu 64 naukowców, literatów i publicystów o podjęcie dialogu ze strajkującymi robotnikami. W tym samym roku wstąpił do Niezależnego Samorządnego Związku Zawodowego „Solidarność”, był autorem pomysłu przyjęcia przez związek terminu „Solidarność”, wykorzystywanego już w tytule biuletynu strajkowego. Wchodził w skład prezydium dolnośląskiego Międzyzakładowego Komitetu Założycielskiego, prezydium zarządu regionu, Krajowej Komisji Porozumiewawczej, brał także udział w I Krajowym Zjeździe Delegatów w Gdańsku. Był pierwszym rzecznikiem prasowym związku (jako rzecznik prasowy Krajowej Komisji Porozumiewawczej od listopada 1980 do kwietnia 1981). Z funkcji zrezygnował, nie zgadzając się ze stanowiskiem władz związku w sprawie tzw. prowokacji bydgoskiej.
Po wprowadzeniu stanu wojennego został zatrzymany 13 grudnia 1981 w Grand Hotelu w Sopocie celem internowania. We wrześniu 1982 aresztowano go, zarzucając mu próbę obalenia ustroju Polskiej Rzeczypospolitej Ludowej. 6 sierpnia 1984 został zwolniony na mocy amnestii. Przez trzy lata pozostawał niezatrudniony, jednak cenzura nie blokowała jego publikacji naukowych. W 1987 powrócił do pracy naukowej. W 1989 został zaproszony na dwumiesięczny cykl wykładów w Collège de France, ale uniemożliwiono mu ten wyjazd z przyczyn politycznych. Był sceptycznie nastawiony co do intencji grupy generałów trzymających władzę i nie wziął udziału w pracach Okrągłego Stołu, lecz współuczestniczył w redakcji preambuły dokumentu końcowego z obrad.

### III Rzeczpospolita

#### Działalność naukowa

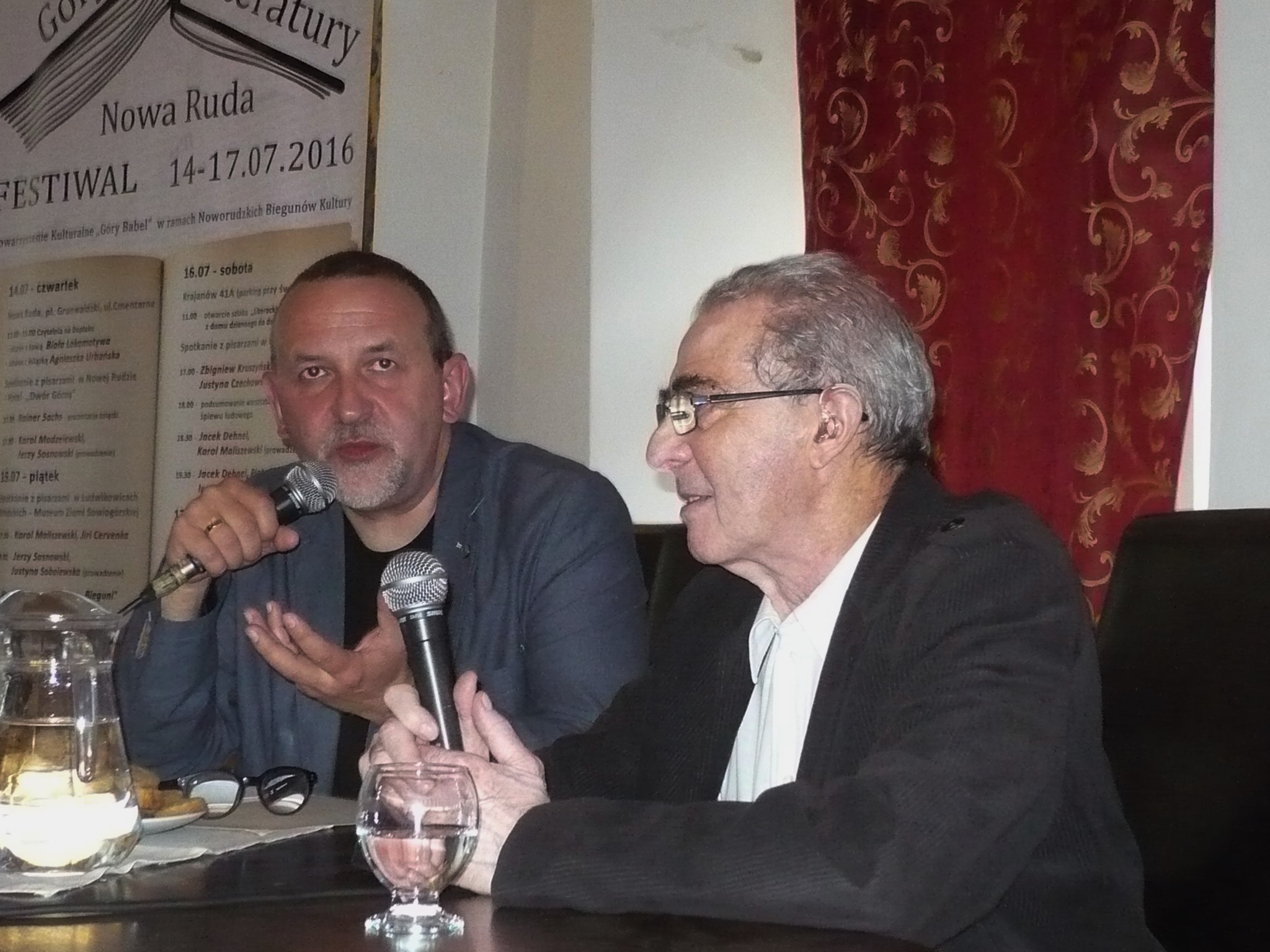
Jerzy Sosnowski i Karol Modzelewski podczas Festiwalu Góry Literatury (2016)

Do 1992 pracował w Instytucie Historii PAN. W 1990 otrzymał tytuł naukowy profesora.
W latach 1992–1994 był zatrudniony w Instytucie Historycznym Uniwersytetu Wrocławskiego. Od 1994 do 31 grudnia 2008 zawodowo związany z Instytutem Historycznym Uniwersytetu Warszawskiego na stanowisku profesora zwyczajnego. W 2004 został wybrany na członka korespondenta Polskiej Akademii Nauk (PAN), a w 2010 na członka rzeczywistego tej instytucji. Pełnił funkcję wiceprezesa Polskiej Akademii Nauk (2007–2010) oraz członka Prezydium PAN (2006–2011). W 2012 został członkiem Komitetu Nauk Historycznych Polskiej Akademii Nauk. W 2001 został członkiem korespondentem Towarzystwa Naukowego Warszawskiego. Pełnił także funkcję prorektora Wyższej Szkoły Komunikowania i Mediów Społecznych im. Jerzego Giedroycia w Warszawie. Jako profesor wizytujący wykładał w École des hautes études en sciences sociales oraz w Collège de France w Paryżu, a także na Uniwersytecie Rzymskim „La Sapienza”.
Wśród wypromowanych przez niego doktorów znaleźli się Aneta Pieniądz (2004) oraz Marcin Pauk (2005).

#### Działalność polityczna
W okresie 1989–1991 sprawował mandat senatora I kadencji, wybranego w województwie wrocławskim z ramienia Komitetu Obywatelskiego. Na początku lat 90. współtworzył Solidarność Pracy, następnie Unię Pracy. Był jej honorowym przewodniczącym, rezygnując z tej funkcji oraz z członkostwa w partii w 1995. W 2005 wszedł w skład komitetu wyborczego Włodzimierza Cimoszewicza w wyborach prezydenckich.

### Śmierć i pogrzeb

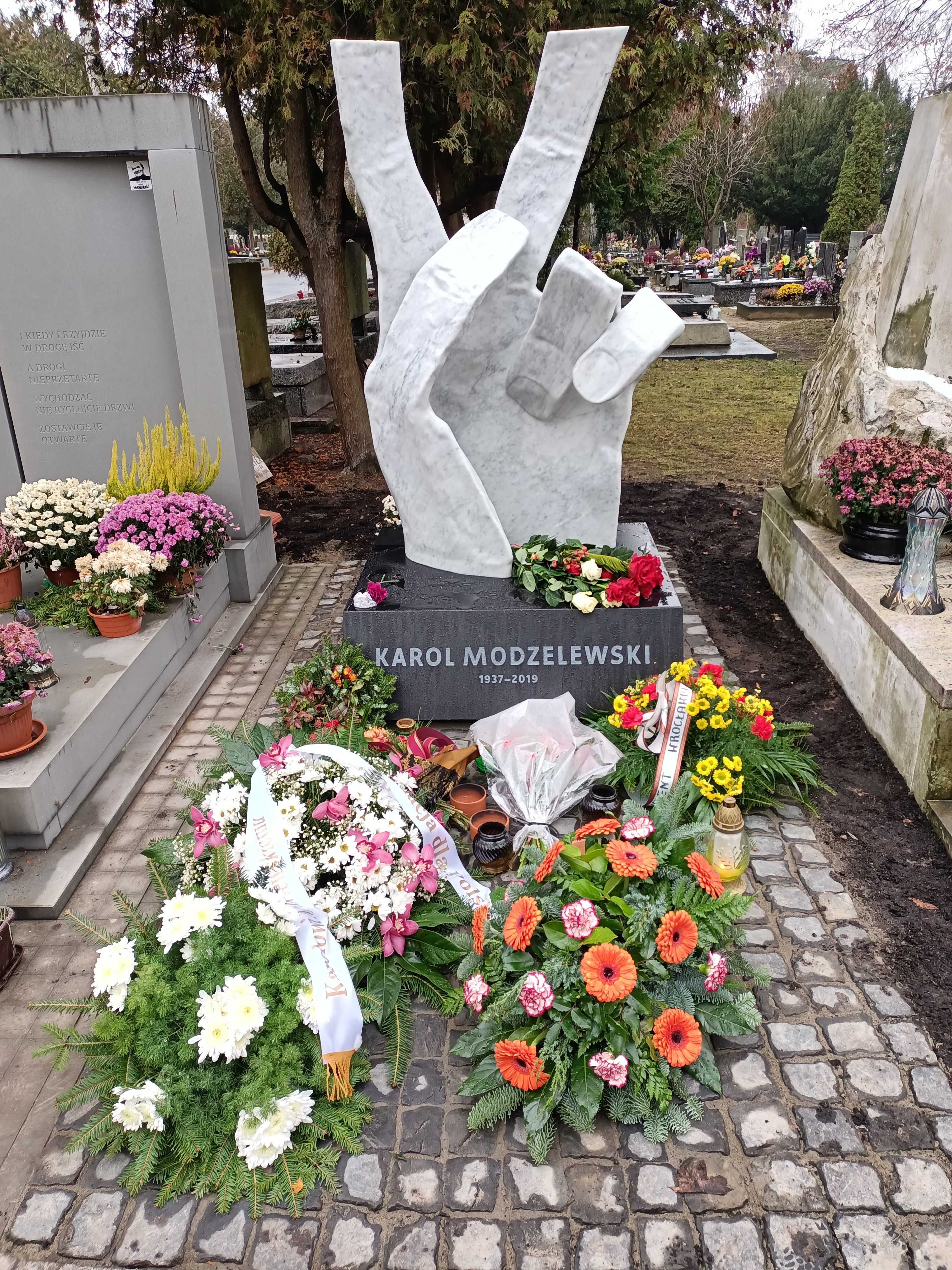
Grób Karola Modzelewskiego na cmentarzu Wojskowym na Powązkach

Karol Modzelewski zmarł 28 kwietnia 2019 w Warszawie. 8 maja 2019 został pochowany na cmentarzu Wojskowym na Powązkach (kwatera A2/Aleja Zasłużonych/11).
W pogrzebie, który miał charakter prywatny i świecki, uczestniczyli m.in. byli prezydenci RP Bronisław Komorowski i Aleksander Kwaśniewski, wicemarszałek Senatu Bogdan Borusewicz, rzecznicy praw obywatelskich z Polski (Adam Bodnar) i z Czech (Anna Šabatová), były pierwszy prezes Sądu Najwyższego Adam Strzembosz, prezydent Wrocławia Jacek Sutryk, a także szereg innych osób publicznych i należących do środowiska akademickiego, m.in. Władysław Frasyniuk, Józef Pinior, Andrzej Friszke. Ceremonię poprowadził Wojciech Malajkat.

## Życie prywatne
Był żonaty z Małgorzatą Goetz. Miał córkę Ewę. Od lat 90. do końca życia mieszkał na warszawskich Bielanach.

## Wybrane publikacje

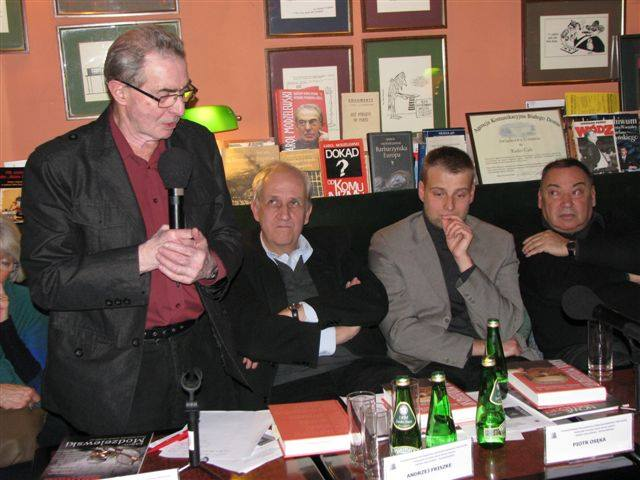
Karol Modzelewski, Andrzej Friszke, Piotr Osęka, Seweryn Blumsztajn – spotkanie poświęcone książce Zajeździmy kobyłę historii. Wyznania poobijanego jeźdźca (2013)

- List otwarty do partii (z Jackiem Kuroniem), Paryż 1966.
- Revolutionary marxist students in Poland speak out (1964–1968), Nowy Jork 1969.
- Organizacja gospodarcza państwa piastowskiego (X–XIII wiek), Wrocław 1975.
- Chłopi w monarchii wczesnopiastowskiej, Wrocław 1987.
- Między umową a wojną, Warszawa 1989.
- Dokąd od komunizmu?, Warszawa 1993.
- Liber homo sub tutela nobilis, [w:] Kościół, kultura, społeczeństwo. Studia z dziejów średniowiecza i czasów nowożytnych, Warszawa 2000, s. 301–312.
- Organizacja gospodarcza państwa piastowskiego X–XIII wiek, Wrocław 1975, Poznań 2000.
- Zemsta, okup i podmiot moralny w prawach barbarzyńskich, [w:] Aetas media, aetas moderna. Studia ofiarowane profesorowi Henrykowi Samsonowiczowi w siedemdziesiątą rocznicę urodzin, Warszawa 2000, s. 273–285.
- Czy opole istniało, „Przegląd Historyczny”, t. 92, z. 2, 2001, s. 161–185.
- La stirpe e la legge, [w:] Studi sulle societa e le culture del Medioevo per Girolamo Arnaldi, Rzym 2002.
- Opole, centena, pagus. Versuch einer komparativen Auffassung der Landgemeinde und Territorialverwaltung, [w:] Das Reich und Polen. Parallelen, Interaktionen und Formen der Akkulturation im hohen und späten Mittelalter, Ostfildern 2003, s. 423–438[40].
- Życiodajny impuls chuligaństwa. Notatki z lat 1993–2002, Kraków 2003.
- Barbarzyńska Europa, Warszawa 2004.
- Scènes de grèves en Pologne, Lozanna 2006.
- Zajeździmy kobyłę historii. Wyznania poobijanego jeźdźca, Warszawa 2013. ISBN 978-83-244-0335-6.
- Modzelewski – Werblan. Polska Ludowa (z Andrzejem Werblanem i Robertem Walenciakiem)[41], Warszawa 2017.

## Odznaczenia, wyróżnienia i upamiętnienie

### Ordery i odznaczenia
- Order Orła Białego (2 marca 1998, wraz z Jackiem Kuroniem)[42]
- Krzyż Kawalerski Orderu Odrodzenia Polski nadany zarządzeniem prezydenta RP na uchodźstwie Ryszarda Kaczorowskiego (11 listopada 1990)[43]
- Kawaler Legii Honorowej (2016)[44]

### Nagrody i wyróżnienia

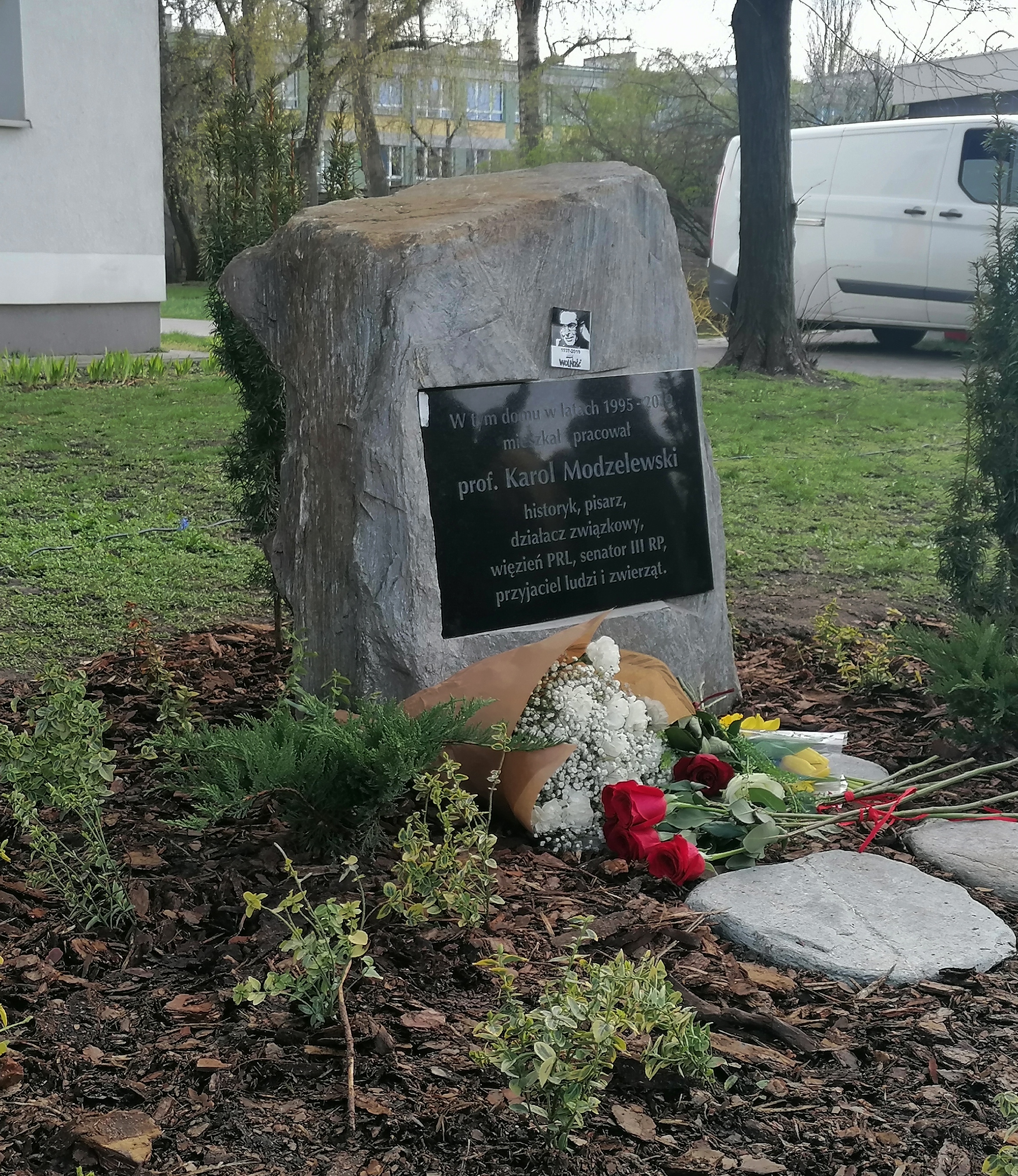
Tablica upamiętniająca Karola Modzelewskiego przed blokiem na warszawskich Bielanach, w którym mieszkał

- Nagroda Publicystyczna im. Juliusza Mieroszewskiego (1992)[45]
- Medal „Zasłużony dla Tolerancji” (2000)
- Nagroda Fundacji na rzecz Nauki Polskiej w dziedzinie nauk humanistycznych i społecznych „za badania nad historią powstawania tożsamości europejskiej odkrywające znaczenie tradycji przedchrześcijańskiej i wielokulturowej dla współczesnego pojęcia Europy przedstawione w dziele Barbarzyńska Europa” (2007)
- Nagroda Orła Jana Karskiego (2012)[46]
- Nagroda Literacka „Nike” za autobiografię Zajeździmy kobyłę historii. Wyznania poobijanego jeźdźca (2014)[47]
- Nagroda Historyczna im. Kazimierza Moczarskiego za autobiografię Zajeździmy kobyłę historii. Wyznania poobijanego jeźdźca (2014)[48]
- Wyróżnienie jury Nagrody im. Jerzego Giedroycia za autobiografię Zajeździmy kobyłę historii. Wyznania poobijanego jeźdźca (2014)
- Nagroda im. księdza Józefa Tischnera (2014)
- Nagroda im. Edwarda J. Wende przyznana przez Fundację dla Polski „za szczególne zasługi i dokonania w obronie idei państwa prawa, umacniania demokracji i roli Polski w Europie” (2015)[49]
- Medal Świętego Jerzego (2016)[50]
- Złota Odznaka Honorowa Wrocławia (pośmiertnie, 2019)[51]

### Honorowe obywatelstwa i doktoraty
- Tytuł doktora honoris causa Uniwersytetu Kazimierza Wielkiego w Bydgoszczy (2009)[52]
- Tytuł honorowego obywatela Sobótki (2012)[53] i Wrocławia (2016)[54]

### Upamiętnienie
W 2019 ukazała się opracowana przez Roberta Walenciaka publikacja książkowa Modzelewski. Buntownik, obejmująca wywiady z Karolem Modzelewskim.
W 2019 rada miejska Wrocławia podjęła uchwałę o nadaniu jego imienia rondu na wrocławskich Pilczycach.
Polskie Towarzystwo Historyczne ustanowiło konkurs „Książka Historyczna Roku im. Karola Modzelewskiego” z nagrodą przyznawaną za najlepsze publikacje naukowe z zakresu historii bez podziału na epoki i specjalności.
W 2021 został upamiętniony w Ogrodzie Sprawiedliwych w Warszawie. W 2024 na Bielanach został odsłonięty mural z wizerunkiem Karola Modzelewskiego.